# جان الیوت (ورزشکار)
جان الیوت (انگلیسی: John Elliott; ۱۲ اکتبر ۱۹۰۱ – ۳ ژوئیهٔ ۱۹۴۵) ورزشکار بوکس اهل بریتانیا بود.
وی در مسابقات کشوری و بین‌المللی در مجموع برندهٔ ۱ مدال نقره شده‌است.